# Kyōwa Kagaku Kōgyō
Koordinaten: 34° 20′ 5″ N, 133° 52′ 36,8″ O
Kyōwa Kagaku Kōgyō K.K. (jap. 協和化学工業株式会社, ~ Kabushiki-gaisha, engl. Kyowa Chemical Industry Co., Ltd.) ist ein japanisches Chemieunternehmen mit Sitz in Sakaide auf der Insel Shikoku.
Er produziert Magnesiumverbindungen wie Magnesiumoxid, Magnesiumhydroxid und Hydrotalcit, die als Flammschutzmittel, Vulkanisationsaktivator, Säureakzeptor sowie als Antazidum oder Nahrungsmittelzusatz verwendet werden. Kyowa war 1966 das erste Unternehmen, dem die Gewinnung von synthetischem Hydrotalcit gelang. Das Rohmagnesium wird in einer Meerwassersaline in Takamatsu gewonnen.
Die Produkte werden in Europa über die Tochtergesellschaft Kisuma Chemicals vermarktet.